# 久松家四ヶ寺
久松家四ヶ寺（ひさまつけよんかじ）は、伊予松山藩久松家（松平家）が伊予国（現在の愛媛県）松山城下（松山市内）に設けた4つの菩提寺のこと。

## 四ヶ寺
| 氏名   | 氏名 | 宗建年 | 所在地                         | 宗派   | 本尊       |
| ------ | ---- | ------ | ------------------------------ | ------ | ---------- |
| 常信寺 |      | 690年  | 愛媛県松山市祝谷東町636番地    | 天台宗 | 阿弥陀如来 |
| 大林寺 |      | 1627年 | 愛媛県松山市味酒町2丁目14番6号 | 浄土宗 | 善光寺如来 |
| 法龍寺 |      |        | 愛媛県松山市柳井町3丁目8番14号 | 曹洞宗 |            |
| 法華寺 |      |        | 愛媛県松山市御幸町1-301        | 日蓮宗 |            |

## 参考資料
- 松山市史編集委員会『松山市史』松山市役所
- 愛媛県史編纂委員会『愛媛県史 学問宗教』愛媛県庁
- 藤本数夫「仏国山法龍寺の歴史と松平家」伊予史談会『伊予史談』所収
- 藤本数夫「祝谷山常信寺の歴史と松平家」伊予史談会『伊予史談』所収